# Trausnitz

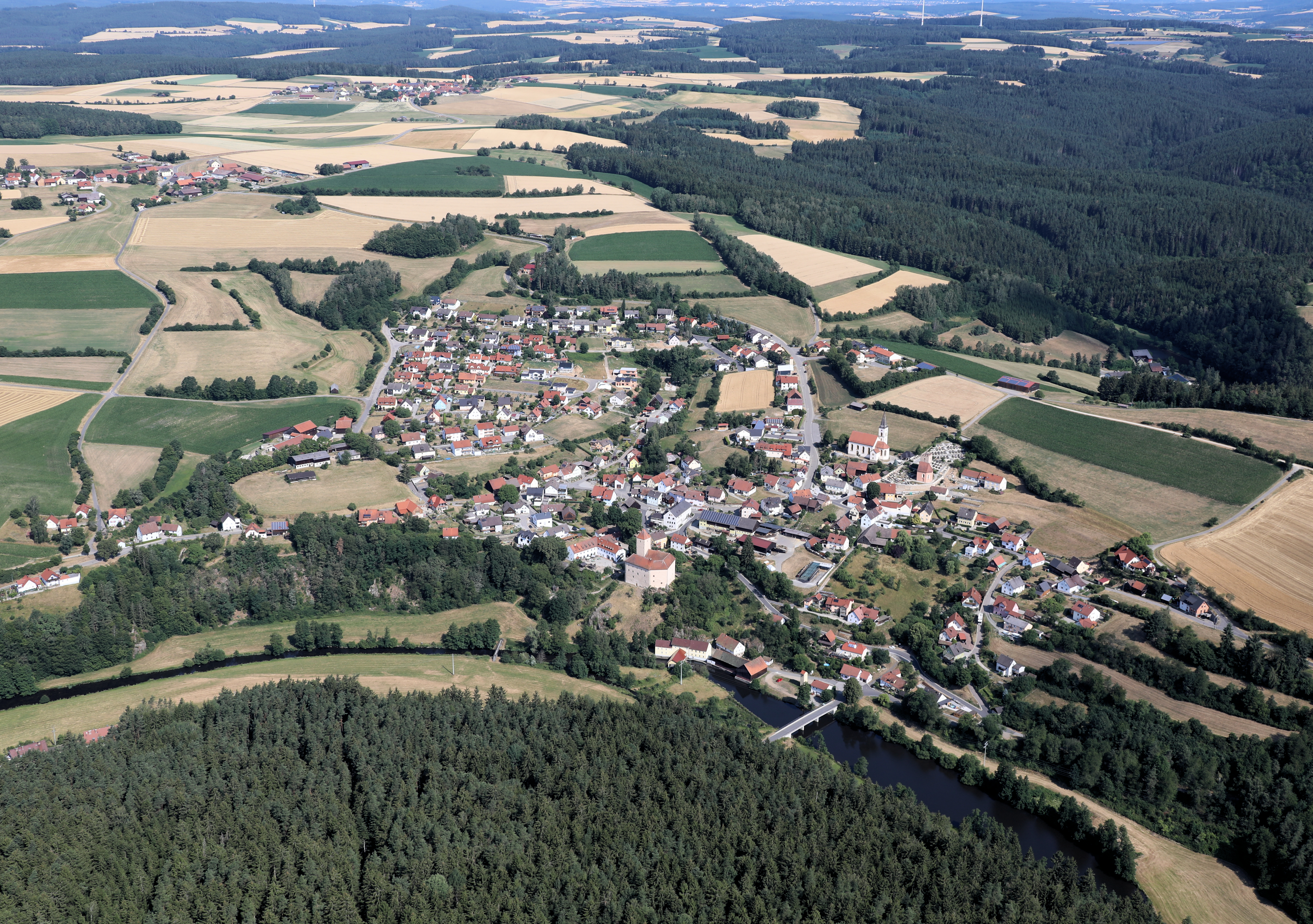
Trausnitz (2019)

Trausnitz ist eine Gemeinde im Oberpfälzer Landkreis Schwandorf und ein Pfarrdorf. Die Gemeinde ist Mitglied der Verwaltungsgemeinschaft Pfreimd.

## Geographie
Die Gemeinde ist am Unterlauf des Flusses Pfreimd im Pfreimdtal gelegen und gehört zum Naturpark Oberpfälzer Wald.

### Nachbargemeinden
Die Nachbargemeinden (im Uhrzeigersinn) sind: Leuchtenberg, Tännesberg, Gleiritsch, Pfreimd und Wernberg-Köblitz.
| Wernberg-Köblitz 8 km | Leuchtenberg 8 km                           | Tännesberg 5 km |
| Pfreimd 7 km          | Kompassrose, die auf Nachbargemeinden zeigt | Tännesberg 5 km |
| Pfreimd 7 km          | Pfreimd 7 km                                | Gleiritsch 4 km |

### Gemeindegliederung
Es gibt zehn Gemeindeteile (in Klammern ist der Siedlungstyp angegeben):
- Atzenhof (Dorf)
- Bierlhof (Dorf)
- Kaltenthal (Weiler)
- Köttlitz (Dorf)
- Oberpierlhof (Weiler)
- Ödmühl (Einöde)
- Reisach (Kirchdorf)
- Schweizerbach (Einöde)
- Söllitz (Kirchdorf)
- Trausnitz (Pfarrdorf)

## Geschichte

### Name Trausnitz
Der slawisch klingende Ortsname Trausnitz gehört nicht zu den frühen slawischen Siedlungsnamen wie Hohentreswitz, Köttlitz, Trefnitz oder Gleiritsch. Er bezog sich anfänglich nur auf die Burg Trausnitz und ist als „Traußnit, Trausniht, Trausnicht oder Truwesnicht“ in den Akten zu finden. Das Dorf hatte bis gegen Ende des 14. Jahrhunderts den Namen Sächsenkirchen oder Sessenkirchen, der Name der Burg ging auf das Dorf über, und es entstand der Name Trausnitz.

### Adelsfamilien auf Trausnitz
Seit der Entstehung der ursprünglichen Siedlung Sächsenkirchen an der Pfreimd sind eine Vielzahl von Adelsfamilien auf Trausnitz nachzuweisen. Zu ihnen zählten die Walturner zu Waldthurn und Hostau, Weichnant Weigl (1305–1334), die Zenger, die Geiganter, Wiltinger, die Erlbecks (1515 bis etwa 1585), die Freiherrn von Sporneck-Weißdorf (etwa 1570 bis 1714), die Freiherrn von Quentel (1714 bis 1763), Johann Balthasar von Hannakam (1763–1766) und Freiherr von Karg-Bebenburg bis 1830. Das Häuserbuch der Gemeinde Trausnitz schlüsselt die Besitzer der Burg auf.

### Hofmark Trausnitz
Der Ort war Teil des Kurfürstentums Bayern und bildete vor 1800 eine geschlossene Hofmark der Freiherren von Hannakam. Eigentlich hatte Baron von Karg 1800 die Hofmark übernommen, seine gerichtlichen Ansprüche waren jedoch bis zum Verkauf der Hofmark 1830 immer umstritten. Im Zuge der Verwaltungsreformen in Bayern war mit dem Gemeindeedikt von 1818 die heutige Gemeinde entstanden.

### Eingemeindungen
Im Jahr 1946 wurde der Gemeindeteil Oberpierlhof der bis dahin selbständigen Gemeinde Bernhof eingegliedert, welcher kirchlich nicht zur Pfarrei Trausnitz, sondern weiterhin zur Pfarrei Tännesberg gehört.
Söllitz wurde am 1. Mai 1978 im Zuge der Gebietsreform in Bayern in die Gemeinde Trausnitz eingegliedert.

### Einwohnerentwicklung
Zwischen 1988 und 2018 sank die Einwohnerzahl von 967 auf 948 um 19 Einwohner bzw. um 2 %.
| Jahr      | 1871 | 1925 | 1950 | 1970 | 2011 | 2023 |
| Einwohner | 766  | 716  | 919  | 1120 | 975  | 943  |

## Religion
Die katholische Pfarrei St. Joseph (Trausnitz) mit ihrer Expositur St. Bartholomäus (Hohentreswitz) bildet eine Pfarreiengemeinschaft mit der Pfarrei St. Margaretha(Weihern). In Söllitz befindet sich eine Filialkirche „Vierzehn Nothelfer“: Patrozinium an „Peter und Paul“ bzw. erstem Juli-Wochenende.

## Politik
- FWG: 5
- CSU: 3

### Gemeinderat
Bei der Gemeinderatswahl am 15. März 2020 ergab sich folgende Sitzverteilung.
| FWG     | CSU     |
| ------- | ------- |
| 5 Sitze | 3 Sitze |

### Bürgermeister
Martin Schwandner (FWG) war seit Mai 2014 Erster Bürgermeister, der 2024 aus privaten Gründen zurücktrat. Da sich kein Bewerber fand, musste der neue Bürgermeister in einer Urwahl, bei der die Wahlberechtigten einen Bewerber eintragen konnten, gewählt werden. Im ersten Wahlgang erhielten bei insgesamt 42 eingetragenen Namen, der Erst- und Zweitplatzierte 32 beziehungsweise 20 Prozent der Stimmen. Bei der Stichwahl wurde Reinhard Schwarz (CSU) zum neuen Bürgermeister gewählt.

### Wappen
|                         | Blasonierung: „In Rot auf schwarzem Dreiberg ein silberner Zinnenturm, darüber schwebend eine goldene Laubkrone.“ |
| Wappenführung seit 1968 | |

## Kultur und Sehenswürdigkeiten

### Bauwerke
- Burg Trausnitz im Tal (nicht zu verwechseln mit Burg Trausnitz über Landshut)
- Sachsenturm
- Versöhnungskapelle
- Katholische Kirche St. Josef
- Trausnitztalsperre
- Barbarakapelle am Stausee

### Sport
Im Pfreimdtal befindet sich ein Stausee, der als Badesee genutzt wird.
Fußballverein des Dorfs ist der TSV Trausnitz, der im Dorf einen Fußballplatz besitzt.

### Regelmäßige Veranstaltungen
- Wallercup im Stausee

## Sonstiges
Im Gemeindebereich liegt das 1955 erbaute Pumpspeicherwerk Reisach mit zwei Speicherseen (Hochspeicher Rabenleite). Das Kraftwerk hat eine Speicherkapazität von 135.000 kWh. Ein Informationszentrum gibt Auskunft über die Stromerzeugung in Wasserkraftwerken.
Der Sänger Rolf Stahlhofen  (u. a. Söhne Mannheims) wuchs im Ortsteil Atzenhof auf und besuchte die Grundschule in Trausnitz.

## Bilder aus der Gemeinde

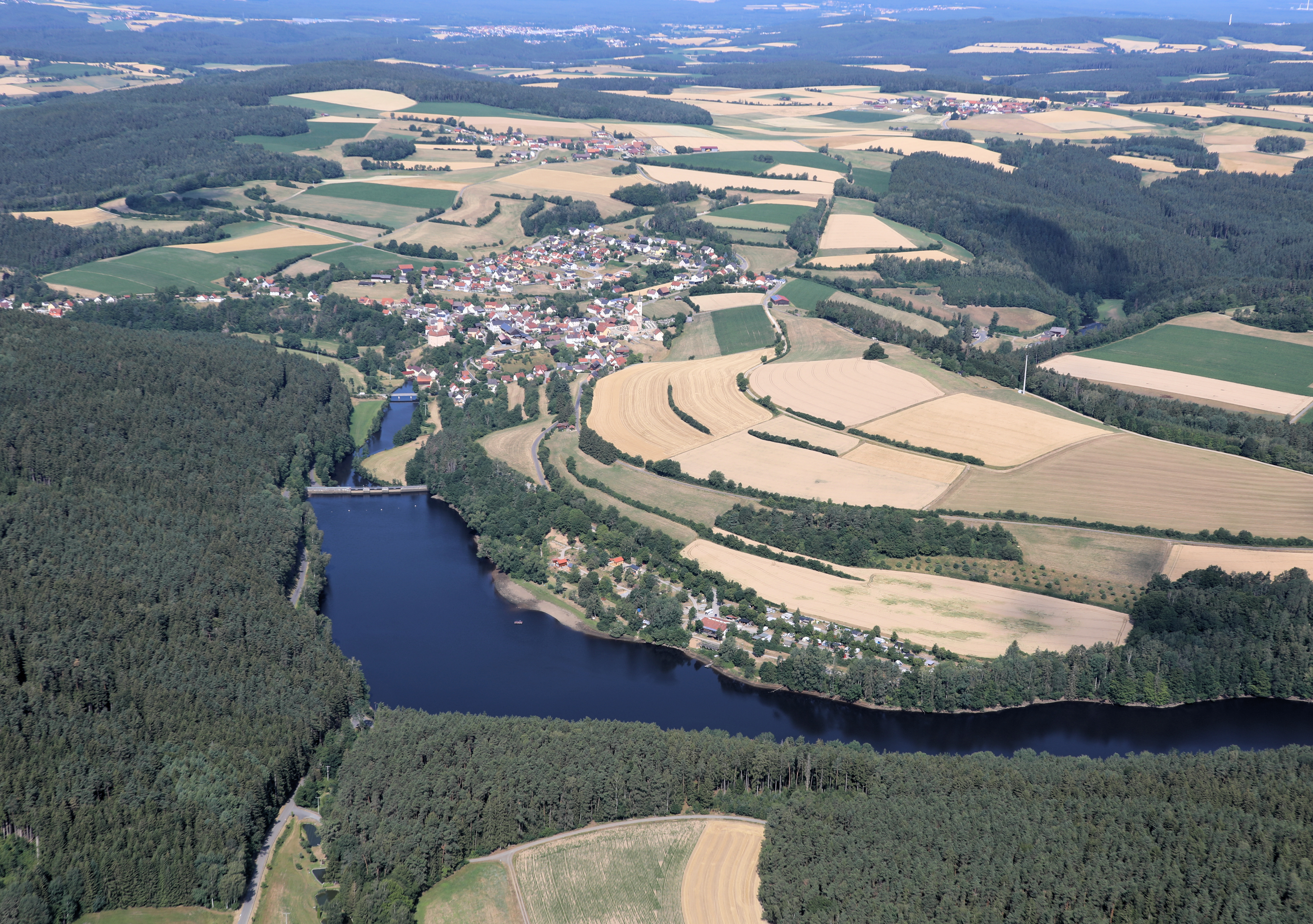
Trausnitz (2019)
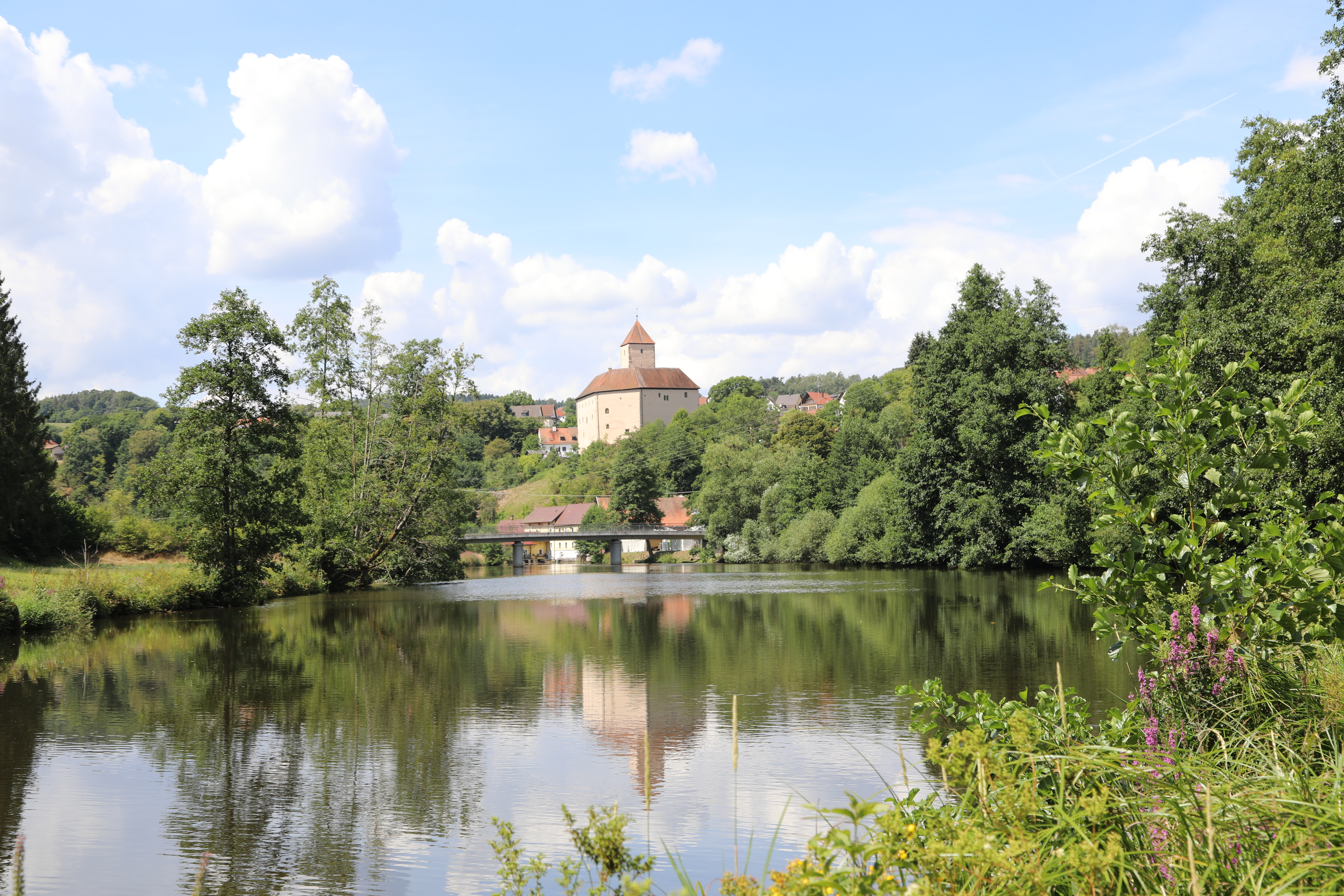
Jugendherberge Trausnitz (2022)
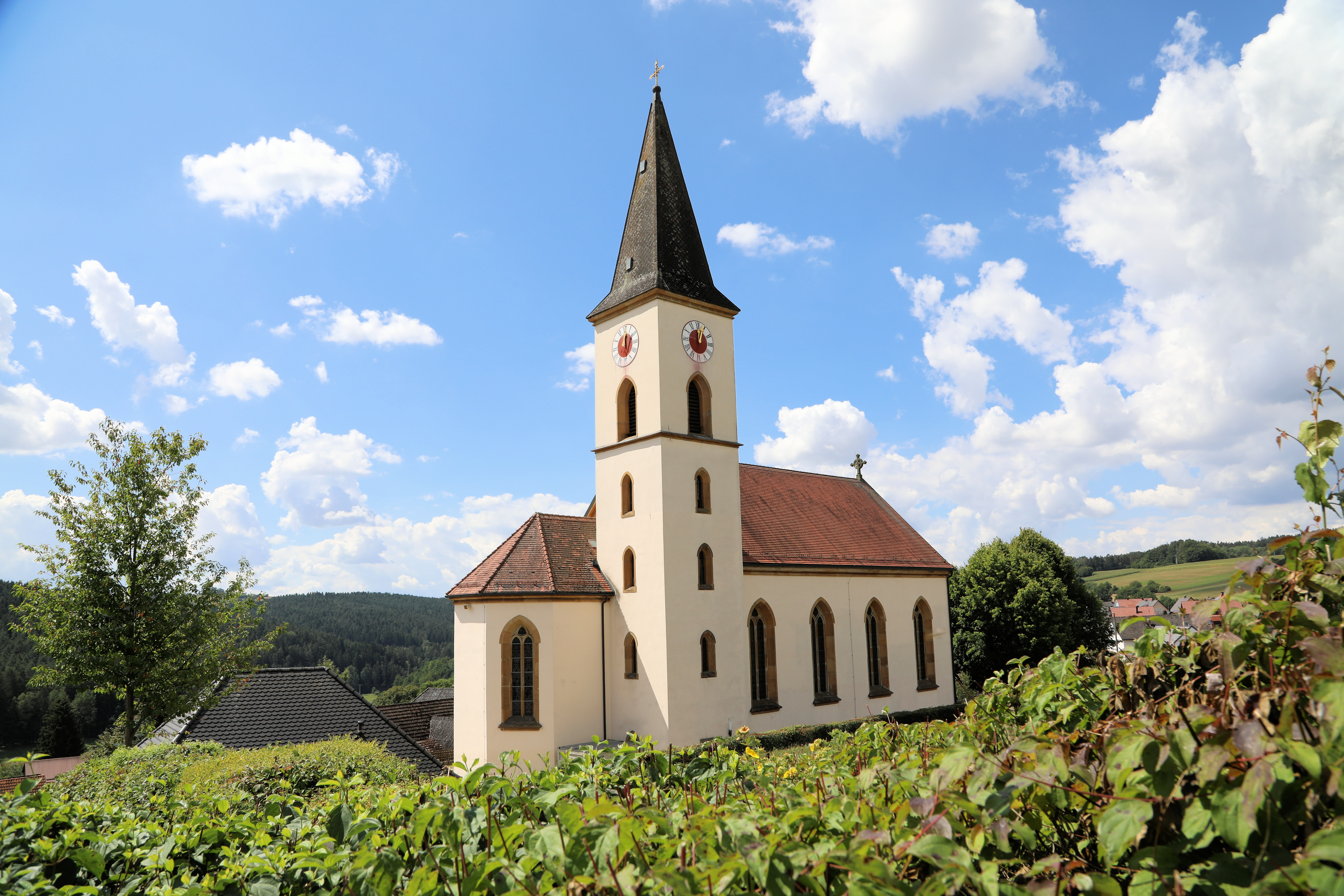
Kirche St. Josef (2012) ⊙
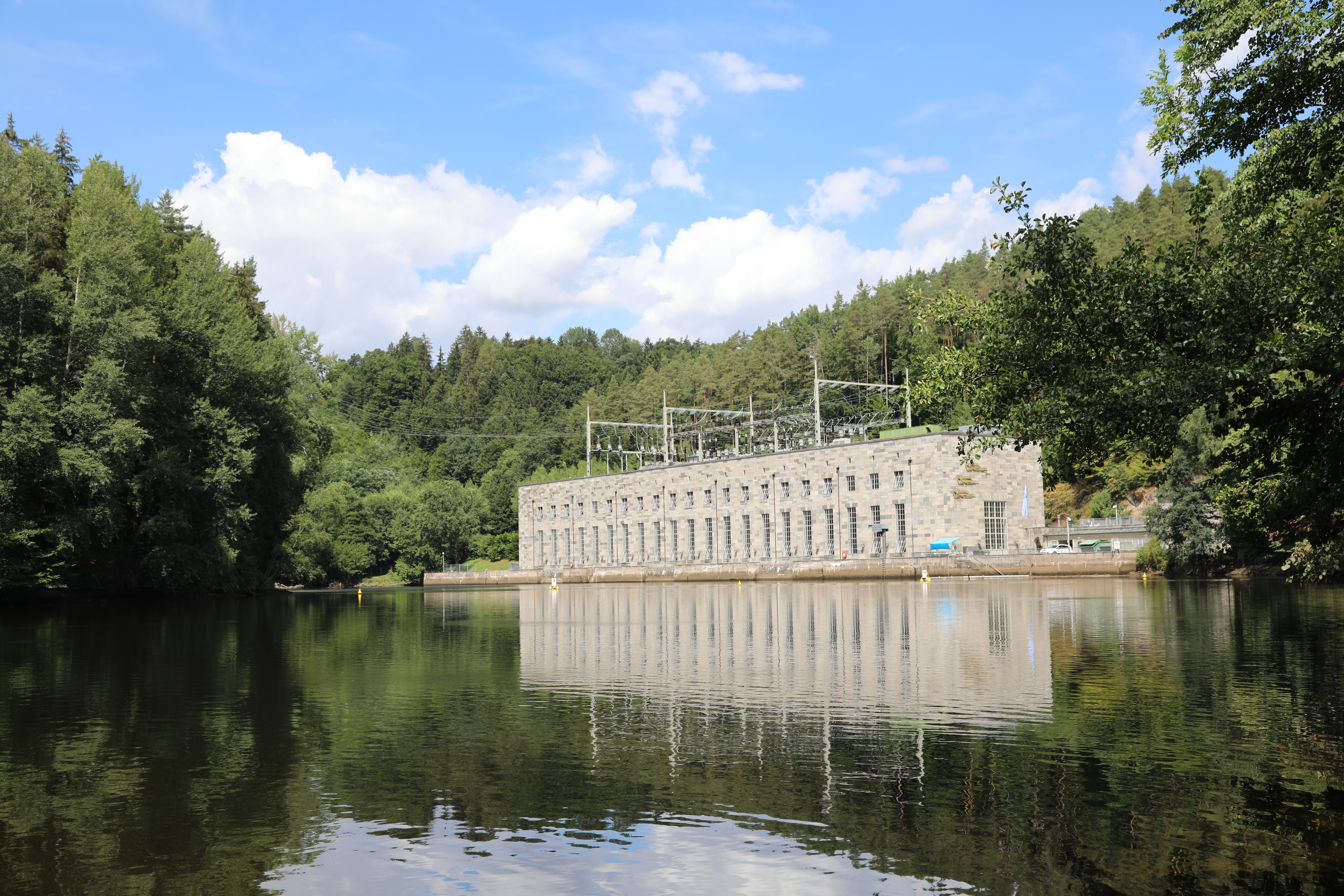
Reisachkraftwerk (2022)